# Experience (álbum de The Prodigy)
Experience (también conocido como The Prodigy Experience) es el álbum de estudio debut del grupo británico de música electrónica The Prodigy. Fue lanzado por primera vez el 28 de septiembre de 1992 por XL Recordings en el Reino Unido y por Elektra Records en los Estados Unidos.

## Información del álbum
Liam Howlett fue el único compositor; de los tres miembros adicionales en ese momento, solo Maxim Reality contribuyó al álbum, interpretando las voces en la última pista. Una amplia variedad de artistas en la escena breakbeat hardcore de principios de la década de 1990 reciben respeto y nombres en las notas de portada del álbum, incluidos SL2, Carl Cox, Moby, Tim Westwood, Orbital y Aphex Twin. Experience alcanzó el puesto número 12 en la lista de álbumes del Reino Unido y logró el estatus de platino en ese país. También fue oro en Polonia.

## Recepción
A partir de reseñas contemporáneas, Kris Needs de NME declaró que «la cápsula del tiempo que permitirá a las generaciones futuras hacerse una idea de lo que sucedió en 1992, el álbum debut de The Prodigy será una apuesta mucho más segura para ilustrar el fenómeno Rave que cualquier compilación a medias de '40 Bowel-Erupting Rave Greats'. Si solo para mostrar qué lo mató, dirían algunos».
Experience recibió críticas muy positivas tras su lanzamiento. AllMusic le dio al álbum 5 de 5 estrellas, diciendo que «muestra a Prodigy cerca de la cima de su juego desde el principio» y afirmando que «casi todas las canciones suenan como un potencial líder en las listas». Tom Ewing de Freaky Trigger elogió el álbum como «advertencias de cuatro minutos,[...] explosiones ravey hiperactivas que presumían de una irreverencia genuina en lugar de una actitud aprendida».
Moby le dio crédito a Experience por cambiar su percepción sobre los álbumes de baile; anteriormente sintió que «los álbumes de baile siempre habían fallado [...] porque no funcionaban en toda la duración del disco. En su mayoría eran colecciones de sencillos, que era exactamente lo que no quería hacer», y señaló que Experience «me impresionó porque lograron crear una experiencia auditiva completa que abarcaba varios estilos. Este fue el tipo de visión que tuve para mi álbum debut».

## Lista de canciones
Todas las canciones fueron escritas por Liam Howlett.

| Experience |                                            |          |  |
| N.º        | Título                                     | Duración |  |
| 1.         | «Jericho»                                  | 3:42     |  |
| 2.         | «Music Reach (1/2/3/4)»                    | 4:12     |  |
| 3.         | «Wind It Up»                               | 4:33     |  |
| 4.         | «Your Love» (Remix)                        | 5:30     |  |
| 5.         | «Hyperspeed (G-Force Part 2)»              | 5:16     |  |
| 6.         | «Charly» (Trip into Drum and Bass Version) | 5:12     |  |
| 7.         | «Out of Space»                             | 4:57     |  |
| 8.         | «Everybody in the Place (155 and Rising)»  | 4:10     |  |
| 9.         | «Weather Experience»                       | 8:96     |  |
| 10.        | «Fire» (Sunrise Version)                   | 4:57     |  |
| 11.        | «Ruff in the Jungle Bizness»               | 5:10     |  |
| 12.        | «Death of the Prodigy Dancers» (Live)      | 3:43     |  |

| Experience Expanded disco 2 |                                                                                    |          |  |
| N.º                         | Título                                                                             | Duración |  |
| 1.                          | «Your Love» (del sencillo «Charly»)                                                | 6:02     |  |
| 2.                          | «Ruff in the Jungle Bizness» (Uplifting Vibes Remix; del sencillo «Out of Space»)  | 4:16     |  |
| 3.                          | «Charly» (Alley Cat Remix; del sencillo «Charly»)                                  | 5:21     |  |
| 4.                          | «Fire» (Edit; del sencillo «Fire/Jericho»)                                         | 3:24     |  |
| 5.                          | «We Are the Ruffest» (del sencillo «Wind It Up»)                                   | 5:18     |  |
| 6.                          | «Weather Experience» (Top Buzz Remix; del sencillo «Wind It Up»)                   | 6:53     |  |
| 7.                          | «Wind It Up (Rewound)» (del sencillo «Wind It Up»)                                 | 6:21     |  |
| 8.                          | «G-Force, Pt. 1 (Energy Flow)» (del sencillo «Everybody in the Place»)             | 5:23     |  |
| 9.                          | «Crazy Man» (del sencillo «Everybody in the Place»)                                | 4:05     |  |
| 10.                         | «Out of Space» (Techno Underworld Remix; del sencillo «Out of Space»)              | 4:44     |  |
| 11.                         | «Everybody in the Place» (Fairground Remix; del sencillo «Everybody in the Place») | 5:07     |  |

| Bonus track (Reino Unido) |                                                    |          |  |
| N.º                       | Título                                             | Duración |  |
| 12.                       | «Android» (del EP What Evil Lurks)                 | 7:07     |  |
| 13.                       | «Out of Space» (Live from Pukkelpop 2005; inédito) | 3:27     |  |

## Personal
- Liam Howlett: producción, teclados, sintetizadores, muestreo, programación, ingeniería
- Maxim Reality: voz en «Death of the Prodigy Dancers (Live)»
- Simone: voz en «Music Reach (1/2/3/4)», «Ruff in the Jungle Bizness» y «Rip Up the Sound System» (canción que no forma parte del álbum)
- Alex Garland: dirección artística
- Mike Champion: gestión

## Posicionamiento en listas
| Lista (1992-93)                          | Mejor posición |
| ---------------------------------------- | -------------- |
| Australia (ARIA)                         | 163            |
| Países Bajos (Album Top 100)             | 20             |
| Finnish Albums (Suomen virallinen lista) | 39             |
| Francia (SNEP)                           | 59             |
| Alemania (Media Control Charts)          | 75             |
| Reino Unido (UK Albums Chart)            | 12             |
| Reino Unido (UK Dance Albums)            | 5              |

## Certificaciones
| País        | Certificación | Ventas  |
| ----------- | ------------- | ------- |
| Polonia     | Oro           | 50 000  |
| Reino Unido | Platino       | 300 000 |